# Muhammad Arfan
Muhammad Arfan (sinh ngày 22 tháng 1 năm 1998 ở Makassar) là một cầu thủ bóng đá người Indonesia hiện tại thi đấu ở vị trí tiền vệ cho câu lạc bộ tại Liga 1 PSM Makassar và đội tuyển quốc gia Indonesia.

## Sự nghiệp ban đầu
Năm 2010, Arfan bắt đầu sự nghiệp bóng đá khi gia nhập SSB Hasanudin ở 2010 Danone Nations Cup. Lúc đó, Arfan và đồng đội đã thành công khi giúp đội bóng vô địch vùng, sau đó trở thành đại diện của South Sulawesi ở cấp độ quốc gia, và ở Jakarta, họ chỉ xếp hạng ba.

### PSM Makassar
Anh đá ở Indonesia Soccer Championship U-21 2016 và sau đó gia nhập đội chính của PSM Makassar.

## Sự nghiệp quốc tế
Anh có màn ra mắt quốc tế cho đội tuyển U-23 ngày 16 tháng 11 năm 2017, trước U-23 Syria, nơi anh vào sân từ ghế dự bị. Arfan có màn ra mắt cho Indonesia trong trận giao hữu không chính thức và thất bại trước U-23 Syria ngày 18 tháng 11 năm 2017. Một tuần sau, anh chính thức ra mắt vào ngày 25 tháng 11 trong trận đấu trước Guyana, khi vào sân từ ghế dự bị.